# Dwergsiamang
De Dwergsiamang  (Hylobates  klossii) behoort tot de superfamilie van de mensapen (Hominoidea) en de familie van de gibbons (Hylobatidae). Het is een endemisch dier dat alleen voorkomt op de Mentawai-eilanden, een reeks eilanden voor de westkust van Sumatra (Indonesië).

## Beschrijving
De dwergsiamang lijkt sterk op de siamang (Symphalangus  syndactylus of Hylobates syndactylus), maar is kleiner. Een opvallend verschil is het ontbreken van de keelzak, die kenmerkend is voor de gewone siamang. De dwergsiamang is 44 tot 63 cm lang en is hoogstens 6 kg zwaar, terwijl de gewone siamang een forse gibbon is die 75 tot 100 cm lang wordt en maximaal 14 kg weegt.

## Leefgebied
Dwergsiamangs leven exclusief op de Mentawai-eilanden in de regenwouden. Uit onderzoek bleek dat zij zich kunnen handhaven in bossen die eerder selectief zijn uitgekapt. Net als alle andere gibbons zijn het vruchteneters die ook bladeren en insecten eten.

## Bedreigingen
De dwergsiamang wordt bedreigd door habitatvernietiging waarbij bossen geheel worden gekapt en omgezet in gronden voor landbouwkundig gebruik (oliepalmplantages). Verder neemt de (illegale) jacht toe, omdat de bossen beter toegankelijk worden door wegenaanleg. De pijl-en-boog is inmiddels vervangen door het geweer en verder worden traditionele taboes die vroeger de jacht op dwergsiamangs verhinderden, gezien als gebruiken uit een heidens verleden; de bevolking is nu gekerstend.